# Hylomyscus endorobae
Hylomyscus endorobae là một loài động vật gặm nhấm thuộc chi Hylomyscus trong họ chuột Muridae, chỉ được tìm thấy ở một số nơi ở miền tây rừng miền núi Đông Phi của dãy núi Tách giãn Kenya ở tây nam Kenya và Tanzania và chỉ có ở độ cao trên 2.000 m (6.600 ft).

## Đặc điểm
Loài chuột này được mô tả vào năm 1910 và ban đầu được xem là một loài riêng biệt. Sau đó nó được phân loại lại như là đồng nghĩa của loài Hylomyscus denniae, được cho là loài phổ biến rộng rãi nhưng lại phân bố rời rạc trong các khu rừng ẩm ướt nhiệt đới của vùng sinh học miền núi châu Phi (Afromontane) rộng hơn. Nó cũng từng được diễn giải như là dạng nhỏ của chi Praomys.
Năm 2006, Hylomyscus và Praomys đã được xác nhận là những đơn vị phân loại nhóm chi khác biệt, và Hylomyscus endorobae lại được công nhận là loài riêng biệt. Mười hai loài Hylomyscus hiện đang được công nhận, tạm thời sắp xếp thành sáu nhóm. Hylomyscus endorobae cùng với Hylomyscus denniae và Hylomyscus vulcanorum tạo thành nhóm Hylomyscus denniae. Ba loài này tương đối giống nhau, và chúng chiếm các môi trường sống tương tự nhau trong những khu vực rất gần nhau.
Tuy nhiên, vì chúng chỉ sống trong rừng miền núi ẩm ướt ở độ cao trên 2.000 m nên chúng là cô lập về địa lý, giống như một số lài trở thành đặc hữu cho một số hòn đảo cá biệt. Hylomyscus endorobae dường như là loài đặc hữu của dãy núi Tách giãn Kenya phía đông hồ Victoria từ núi Elgon đến núi Kenya. Ở phía kia, Hylomyscus denniae là loài đặc hữu của dãy núi Ruwenzori, dọc theo biên giới giữa Uganda và Cộng hòa Dân chủ Congo, trong khi Hylomyscus vulcanorum được tìm thấy ở phía nam của đường xích đạo, ở Burundi, Rwanda và Cộng hòa Dân chủ Congo.
Có tám đặc điểm phân biệt các thành viên khác nhau của chi Hylomyscus. Hylomyscus endorobae có thể được phân biệt bởi vì nó lớn hơn Hylomyscus denniae, với một hộp sọ rộng hơn và các răng hàm lớn hơn.